# إيبوراهيما سيديبيه
إيبوراهيما سيديبيه مواليد 27 ديسمبر 1992 في ، مالي، هو لاعب كرة قدم مالي.

## روابط خارجية
إيبوراهيما سيديبيه على موقع قاعدة بيانات كرة القدم.إي يو (الإنجليزية)
- إيبوراهيما سيديبيه على موقع ناشيونال فوتبول تيمز (الإنجليزية)
- إيبوراهيما سيديبيه على موقع Soccerway.com (الإنجليزية)